# Мексика на летних Олимпийских играх 1932
Мексика принимала участие в Летних Олимпийских играх 1932 года в Лос-Анджелесе (США) в четвёртый раз за свою историю, и завоевала две серебряные медали. Сборная страны состояла из 73 спортсменов (71 мужчина, 2 женщины).

## Медалисты
| Медаль  | Спортсмен          | Вид спорта | Дисциплина                             |
| ------- | ------------------ | ---------- | -------------------------------------- |
| Серебро | Франсиско Кабаньяс | Бокс       | Мужчины, до 50,8 кг                    |
| Серебро | Густаво Уэт        | Стрельба   | Мужчины, малокалиберная винтовка, 50 м |